# Canton des Leches
Le canton des Leches est un ancien canton français du département de la Dordogne. Il faisait partie du district de Mussidan. Le canton avait pour chef-lieu Les Leches.

## Histoire
Le canton des Leches est créé en 1790 sous la Révolution en même temps que les départements. Il dépend du district de Montpon, rapidement renommé en district de Mussidan jusqu'en 1795, date de suppression des districts.
Lorsque ce canton est supprimé par la loi du 8 pluviôse an IX (28 janvier 1801)  portant sur la « réduction du nombre de justices de paix », ses communes sont alors réparties entre le canton de Montagnac (Bourgnac, Église-Neuve-d'Issac, Issac, Saint-Hilaire-d'Estissac et Saint-Jean-d'Estissac) et le canton de Laforce (Bosset, Les Lèches et Saint-Géry), dépendant tous deux de l'arrondissement de Bergerac.

## Composition
Il était composé de huit communes :
- Bosset[C 2] ;
- Bourgnac[C 3] ;
- Eglise Neuve[C 4] ;
- Issac[C 5] ;
- Les Leches[C 1] ;
- Saint Gery[C 6] ;
- Saint Hilaire d'Estissac[C 7] ;
- Saint Jean d'Estissac[C 8].